# Gilvan Samico
Gilvan José Meira Lins Samico (Recife, 15 de junho de 1928 – Recife, 25 de novembro de 2013) foi um gravurista,
desenhista, pintor e professor brasileiro. É considerado por muitos críticos o maior expoente da xilogravura brasileira.

## Biografia
Nascido na capital pernambucana, Gilvan José Meira Lins Samico era o penúltimo de seis filhos de um casal de classe média do bairro de Afogados. Na adolescência, depois de dois empregos frustrados, o pai percebeu a aptidão do filho para a ilustração e o levou ao professor, pintor e arquiteto Hélio Feijó.
Samico iniciou-se na pintura como autodidata, influenciado pelo expressionismo de artistas como Oswaldo Goeldi e Lívio Abramo, mas atualmente é conhecido por suas meticulosas xilogravuras, inspiradas na temática e estilo da gravura popular do nordeste do Brasil.
Em 1948, começou a frequentar a Sociedade de Arte Moderna do Recife. Em 1952, fundou, juntamente com outros artistas, o Ateliê Coletivo da Sociedade, idealizado por Abelardo da Hora. Em 1957, estudou xilogravura com Lívio Abramo, na Escola de Artesanato do Museu de Arte Moderna de São Paulo. No ano seguinte,  estudou gravura com  Goeldi, na Escola Nacional de Belas Artes, na cidade do Rio de Janeiro. Em 1968, recebeu o prêmio viagem ao exterior no 17º Salão Nacional de Arte Moderna do MAM-RJ e permaneceu por dois anos na Europa. Em 1965, fixou residência em Olinda. Lecionou xilogravura na Universidade Federal da Paraíba.
Em 1971, convidado por Ariano Suassuna, passou a integrar o Movimento Armorial, voltado à cultura popular. Sua produção era particularmente voltada à recuperação do romanceiro popular e à literatura de cordel. Suas gravuras são povoadas por personagens da bíblicos, lendas e animais fantásticos, com reduzido uso da cor e de texturas.
Os quarenta anos de gravura do artista foram comemorados em 1997 com uma exposição no Centro Cultural Banco do Brasil, no Rio de Janeiro.
Samico tem obras no MoMA de Nova Iorque e participou duas vezes de Bienal de Veneza tendo sido premiado em uma delas.
Em 2011, a Bem-Te-Vi Produções Literárias lançou o livro Samico, com texto do crítico de artes plásticas Weydson Barros Leal, apresentação de Ariano Suassuna e a reprodução de 64 gravuras, sendo uma inédita, na capa, criada especialmente para o livro, além de pinturas, a maioria jamais exposta antes. O livro recebeu o Prêmio Jabuti de Melhor Livro de Arte do Ano, em 2012.  Em 25 de Novembro de 2013, com 85 anos, faleceu Gilvan Samico,  um dos maiores talentos que a historia já teve.
Em 2015 suas obras participaram da Bienal de Artes do Mercosul e da Bienal Internacional de Curitiba. Em 2016 a 32a Bienal de São Paulo destacou o artista exibindo 51 obras suas, parte das quais compõem em 2017 o programa itinerante do evento nas cidades de Campinas e São José do Rio Preto (SP), Garanhuns (PE) e Bogotá ( Colômbia). Ainda em 2017 a exposição "Samico Between Worlds - Rumors of War in Times of Peace" mostrou suas obras na cidade de Nova York (USA).

## Crítica
Ferreira Gullar em seu livro Relâmpagos dedicou um capítulo inteiro à obra de Samico, cujo texto começa assim:
É uma linguagem clara, límpida, mas plena de ecos. Ela é assim jovem e arcaica. A linha, que Samico traça, para definir as figuras é também expressiva em si mesma como linha, tem intensidade e melodia. É uma gravura sem truques, sem retórica, sem falsas emoções. É tudo gráfico: o que está ali está ali, à nossa vista.— Ferreira Gullar, Relâmpagos, p.127
Foi exaltado por Ariano Suassuna, quando este disse:

É, então, por ter encontrado seu caminho dentro da maravilha que é a arte popular brasileira, que o mundo de Samico aparece com tanta força e novidade, harmonizados, nela, todos os contrastes e violências.